# Großer Berg – Hellberg
Das Naturschutzgebiet Großer Berg - Hellberg (Nummer GT-031) liegt im Gebiet der Stadt Halle (Westf.) im nordrhein-westfälischen Kreis Gütersloh. Es ist 66,55 ha groß und befindet sich im Bereich von Großem Berg (235,5 m ü. NHN) und Hellberg (230,3 m ü. NHN).
Es wurde besonders zur Erhaltung und Wiederherstellung von strukturierten ehemals niederwald-genutzten Buchenbeständen, artenreichen Buchenwäldern (hier insbesondere Waldmeister-Buchenwälder und auf kleineren Teilflächen Bärlauch- und Orchideen-Buchenwälder) sowie der aufgrund der geschützten Lage wärmebegünstigten Kalk-Halbtrockenrasen am Rand des in Betrieb befindlichen Steinbruchs. Weiterhin sollen vorhandene Höhlen und Stollen erhalten werden.
Dem Gebiet wird besondere naturgeschichtliche und kulturhistorische Bedeutung zugeschrieben.
Die eigenartige Form des Naturschutzgebiets entstand dadurch, dass es eine Mülldeponie umschließt, die bis Ende des Jahres 1999 als eine von zwei Deponien des Kreises Gütersloh in Betrieb war und seitdem rekultiviert wird.